# Melaleuca atroviridis
Melaleuca atroviridis är en myrtenväxtart som beskrevs av Lyndley Alan Craven och Lepschi. Melaleuca atroviridis ingår i släktet Melaleuca och familjen myrtenväxter. Inga underarter finns listade i Catalogue of Life.